# نيكولاوس برونز
نيكولاوس برونز (بالألمانية: Nicolaus Bruhns)‏ (و. 1665 – 1697 م) هو ملحن، وعازف أرغن من ألمانيا، والدنمارك، توفي عن عمر يناهز 32 عاماً.

## روابط خارجية
- نيكولاوس برونز على موقع ميوزك برينز (الإنجليزية)